# Gruta do Castelo
A Gruta do Castelo é uma caverna localizada no Morro do Castelo, Vale do Pati, no Parque Nacional da Chapada Diamantina (PARNA-CD), município de Mucugê, região central do estado brasileiro da Bahia.
É uma das seis lapas conhecidas na área do Parque Nacional. e, junto à gruta do Lapão que é mais visitada por ficar próxima à cidade de Lençóis, são as únicas abertas à visitação por turistas.

## Características
Até 2007 ainda não havia sido cadastrada junto à Sociedade Brasileira de Espeleologia. Fica localizada na região centro-oeste do PARNA-CD, formada por rochas de arenito intercalada com conglomerados.

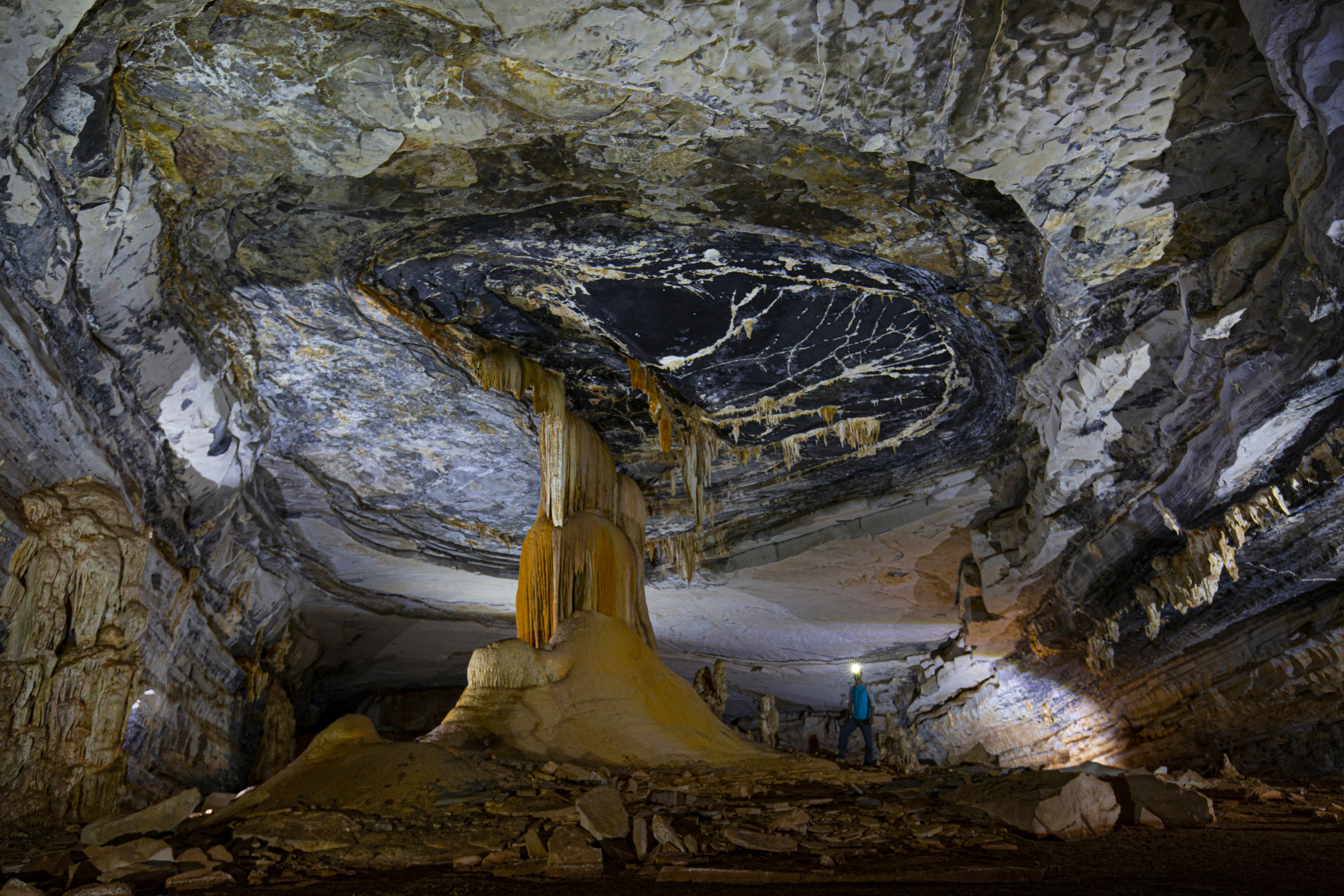
Interior do setor 3 da gruta, com sua coluna no salão
Foto de Teresa C. Maia

Tem, conhecidas, quatro entradas, que receberam os seguintes nomes: do Rei, do Andorinhão, Sala do Arco e Jardim do Castelo, todas próximas ao cume, sendo a maior delas esta última, situada ao leste e que dá para "uma das melhores vistas do parque", voltada ao Pati. Os visitantes, dada a facilidade de acesso, costumam ingressar na gruta pela Entrada do Rei, e sair pela Jardim do Castelo.
Ecologicamente pode ser dividida em seis partes, obedecendo à morfologia e às fraturas geológicas:
1. formado por um salão de vinte por vinte e cinco metros, com altura de nove metros, e fica onde está a Entrada do Rei. Tem piso inclinado e muitas pedras soltas e instáveis na sua zona de penumbra.
2. setor que vai da entrada do Andorinhão até o conduto da bica, sendo a única que possui água de forma perene. Tem largura de cerca de 5 metros, teto à mesma altura do anterior.
3. é formado por uma galeria de 120 metros de comprido, tendo ainda um salão de 30 metros de largura, com uma coluna central, solo arenoso e blocos de rocha estáveis.
4. começa na entrada do Arco e tem piso inclinado, com trechos planos e rochas por vezes instáveis.
5. tem uma galeria de 150 metros de comprimento, sem luz, com largura média de 12 metros e altura que oscila em torno de 7 metros, menos quando se aproxima do terceiro setor, quando atinge cerca de quinze metros. O solo é arenoso.
6. o último setor começa pela entrada do Jardim, com 35 metros de altura por 30 de largura, e o mirante para o Vale do Pati ali se localiza. Possui vegetação.

## Turismo
Embora seja uma atração turística, não é mais permitido aos visitantes que durmam no interior da gruta, tendo sido registrado o resto de fogueiras ali feitas quando isso ocorria. A realização de fogueiras é proibida como regra geral do PARNA-CD, e o horário de visitação à gruta é entrada das 8 às 14 horas, com saída no máximo às 16:30 h. Por se tratar de ambiente ecologicamente delicado, é necessário seguir alguns protocolos de visitação segura.
O acesso costuma se dar por caminhada a partir da Vila de Guiné, com duração de cerca de cinco horas. Fica a 18 km da Guiné, e a 20 km da cidade de Andaraí.